# کریستین آلفونسو
کریستین آلفونسو زاده ۵ سپتامبر ۱۹۶۳ بازیگر آمریکایی، ایتالیایی‌تبار است. وی در گذشته در زمینه اسکیت نمایشی و مدل لباس نیز فعالیت داشت. شهرت او به خاطر بازی در فیلم (Hope Williams Brady) و سریال روزهای زندگی من می‌باشد. او در بخش‌هایی از دوستان (مجموعه تلویزیونی) نیز بازی کرده است.